# Cremeoderma unicum
Cremeoderma unicum (H.S. Jacks. & Dearden) C.C. Chen & Sheng H. Wu) – gatunek grzybów należący do rodziny korownicowatych (Phanerochaetaceae). Należy do monotypowego rodzaju Cremeoderma.

## Systematyka i nazewnictwo
Pozycja w klasyfikacji według Index Fungorum: Cremeoderma, Phanerochaetaceae, Polyporales, Incertae sedis, Agaricomycetes, Agaricomycotina, Basidiomycota, Fungi.
Po raz pierwszy takson ten opisał w 1949 r. Herbert Spencer Jackson, nadając mu nazwę Peniophora unica. Obecną, uznaną przez Index Fungorum nazwę nadali mu w 2021 r. C.C. Chen i Sheng H. Wu przenosząc go do nowo utworzonego przez siebie rodzaju Cremeoderma. Ma 7 synonimów. Niektóre z nich:
- Hyphoderma cremeoalutaceum (Parmasto) Jülich 1974
- Peniophora unica H.S. Jacks. & Dearden 1949
- Phlebia cremeoalutacea (Parmasto) K.H. Larss. & Hjortstam 1977
- Phlebia unica (H.S. Jacks. & Dearden) Ginns 1984[2].

## Morfologia
Bazydiokarp
Grzyb kortycjoidalny. Owocnik roczny, rozpostarty, rozproszony, skórzasty, oprószony przez wystające, cienkie lamprosystydy o grubości 60–150 µm. Powierzchnia hymenium w kolorze kości słoniowej do kremowej, z wiekiem i po wyschnięciu staje się płowożółta, w KOH ciemnieje, gładka, słabo popękana. Brzeg tej samej barwy, przerzedzony.
Cechy mikroskopowe
System strzępkowy monomityczny. Strzępki generatywne z przegrodami doliporowymi. Subikulum dość jednolite, o zwartej strukturze, bardzo cienkie, do 30 µm grubości, często niewyraźne, zbudowane z bezbarwnych, gęsto splecionych, poziomo ułożonych strzępek o średnicy 2–5 µm, o ściankach o grubości 0,4–0,9 µm, rzadko rozgałęzionych. Hymenium o grubości do 120 µm, o zwartej teksturze. Subhymenium wyraźnie oddzielone od subikulum, zbudowane z bezbarwnych, pionowo ułożonych strzępek o średnicy 1,5–3 µm, cienkościennych (ścianki o grubości do 0,5 µm), umiarkowanie rozgałęzionych, gęsto splecionych, zlepionych. Lamprocystydy 40–70 × 10–15 μm (z inkrustacją), o ściankach o grubości 0,5–2 μm, liczne, zwykle szeroko wrzecionowate lub wrzecionowate, czasem szydłowate, z mocno inkrustowanymi wierzchołkami, nieco wygięte, w okresie dojrzałości zwykle z jedną lub kilkoma wtórnymi przegrodami, pochodzące z warstwy subikulum lub hymenium, zanurzone lub wystające na około połowę długości. Podstawki 12–20 × 3–4 µm, maczugowate do cylindrycznych, cienkościenne lub nieznacznie grubościenne w częściach dolnych, nieco wygięte, 4-sterygmowe. Bazydiospory przeważnie 3–3,6 × 1,8–2,2 μm (2,9–)3–3,6(–4,3) × (1,6–)1,8–2,2(–2,5), Q = 1,69, elipsoidalne, spłaszczone osiowo, bezbarwne, cienkościenne, gładkie, czasem z 1–2 oleistymi kroplami, nieamyloidalne, niedekstrynoidalne, niecyjanofilne.

## Występowanie i siedlisko
Znane jest występowanie Cremeoderma unicum w Ameryce Północnej, Europie i Azji. W piśmiennictwie naukowym na terenie Polski do 2003 r. brak było stanowisk tego gatunku, po raz pierwszy podał go D. Karasiński w 2019 r. (jako Phlebia cremeoalutacea).
Nadrzewny grzyb saprotroficzny występujący na drewnie drzew liściastych i iglastych w umiarkowanych i borealnych regionach półkuli północnej.